# Site d'hébergement de fichiers
Un site d'hébergement de fichiers est un service qui permet aux utilisateurs d'héberger des fichiers sur son ou ses serveurs. Certains hébergent tous les types de fichiers, d'autres se classent selon les types de fichiers qu’ils prennent en charge : vidéos, photographies, ou autres.
De nombreux sites web ont suivi le lancement de YouTube, site américain qui héberge des vidéos et les diffuse en streaming depuis 2005. La popularité de ces sites n'a cessé d'augmenter.
Différents systèmes de partage permettent également d'héberger des fichiers de façon distribuée, c'est le cas par exemple d'IPFS ou de différents systèmes utilisant des réseaux en pair-à-pair.
Des outils libres tels que NextCloud, TrueNas ou YunoHost permettent l'auto-hébergement de tout type de fichiers, voire d'applications intra ou internet.

## Historique
Dans les années 1990 l'hébergement de fichiers était principalement sur les réseaux universitaires, et passait principalement par le protocole FTP. Certaines diffusions passait par d'autres méthodes telles que les Newsgroup ou les BBS. Le HTTP et le format hypertexte HTML associé, était plus dédié à des contenus mis-en-page et permettant de lier facilement les informations de diffuser des fichiers de façon plus interactive, notamment avec la possibilité de cliquer sur les liens ou avec l'arrivée de JavaScript dans les pages web, avec Netscape Navigator, qui évoluera plus tard en Firefox. Netscape supportait alors à la foit le HTTP, le NNTP (Newsgroup), et les principaux protocoles de mails. Ceux-ci ont été progressivement supprimés.

### Dans le domaine de la vidéo
En 2000, la première projection publique de cinéma numérique d'Europe, par Philippe Binant, en France. En 2005, aux États-Unis, la création de YouTube, un site web d'hébergement de vidéos, a permis à des gens ordinaires d'accéder à la célébrité, en diffusant auprès du plus grand nombre leurs œuvres en tout genre. De 2010 à sa fermeture en 2017, Vine a permis l'apparition de nombreuses personnalités, comme Jérôme Jarre ou encore Logan Paul. Depuis 2015, les plateformes vidéo YouNow,, ou Musical.ly, (devenu TikTok) ont fait éclore plusieurs personnalités du monde de l'audiovisuel.

## Hébergement d'images
Il existe des sites d'hébergement d'images spécialisés dans différents domaines, photographie, art, clipart, animations (tels les GIF animés, les SVG animés, les animations au format Lottie).
L'hébergement peut également être court, pour partager avec un contact de façon temporaire, c'est le cas de systèmes tels que Lut.im.

## Hébergement d'audio
Dans le domaine de l'audio libre de droit, on peut citer Dogmazic ou Jamendo.
Dans le domaine de l'audio sous licence restrictive, on peut citer Bandcamp ou Soundcloud.
Des outils comme Funkwhale, utilisant ActivityPub, au sein du Fediverse, permettent l'auto-hébergement simplifié.
Plus généralement, n'importe quel page web, permet de diffuser simplement à l'aide d'une balise un fichier audio.

## Hébergement de vidéos
Les sites d'hébergement de vidéos permettent d'héberger sur leurs serveurs des vidéos et de les diffuser en streaming. On trouve beaucoup de sites web qui offrent ce service, des sites tels que YouTube, Dailymotion, Vimeo, Wat TV (fermé en 2016), DreamVids (fermé en 2016), Hulu ou Rutube proposent ce genre de service.
En mars 2008, le long métrage Révolta, Kilomètre Zéro, de Jean-Michel Ben Soussan, est le premier film de cinéma proposé légalement sur DailyMotion. En juin 2009, Home, le film documentaire de Yann Arthus-Bertrand, est diffusé sur YouTube.
Des systèmes tels que PeerTube ou Owncast, basés sur le protocole du Fediverse, ActivityPub et la transmission en pair-à-pair, via WebTorrent, permettent aux particuliers ou petites structures d'auto-héberger des vidéos, de les diffuser à un grand nombre, sans nécessiter une bande passante importante.
Il existe également des sites comme Asciinema (d), spécialisé dans la diffusion de vidéo en ASCII (format asciicast (v2) (d), cela permet de diffuser des sessions situées dans des interfaces de commandes, en se basant sur leur texte, plutôt que sur leur image graphique. Le format est plus compact. Ce format est basé sur des logiciels libres et peut être auto-hébergé.

### Offres pour les entreprises
Certaines entreprises ont développé une offre d'hébergement vidéo en marque blanche, proposant ainsi à des éditeurs de sites web de proposer des vidéos sur leur propre site dans un lecteur :
- intégrant une charte graphique à leur image,
- pouvant intégrer des services tierces d'affichages publicitaires,
- ou encore permettant de gérer l'accès et aux ressources afin d'assurer leur retour sur investissement.

Ces offres sont recherchées, en particulier, dans les domaines de la presse en ligne, de la communication institutionnelle, de la formation continue ou interne ou encore de la vente en ligne de productions audiovisuelles.
Les sociétés proposant ce type de services se distinguent par leur modèle économique :
- la facturation par heure de vidéo diffusée : Brightcove, Wistia, Dailymotion Cloud
- la facturation au volume de vidéos hébergées : Libcast, Vimeo Pro

## Hébergement d'objet 3D
En informatique, l'hébergement d'objet 3D est une forme d'hébergement internet proposant aux internautes de diffuser leurs fichiers 3D sur le web, généralement pour être importé dans un logiciel 3D.
Cet hébergement est une base de données de modèles 3D en accès libre ou non permettant le dépôt et le téléchargement de données par les utilisateurs / communautés.
Chaque société de logiciel propose des objets 3D gratuits ou payants dans leur format ou plusieurs formats 3D avec les textures.
|                           | Organisation  | Logiciel                                  | Format                                                                              | Utilisation                                                                                                 |
| ------------------------- | ------------- | ----------------------------------------- | ----------------------------------------------------------------------------------- | --- |
| 3D warehouse              | Google        | Google SketchUp                           | Collada (.dae) et .kmz (Keyhole Markup Language compressé)                          | Google Earth                                                                                                |
| BlendSwap                 |               | Blender                                   | Format de données .blend de Blender                                                 | Utilisation dans Blender et conversion possibles dans d'autres formats via Blender.                         |
| Flight Gear               |               | Flight Gear                               | Différents formats de données.                                                      | Utilisation dans le simulateur de vol libre Flight Gear.                                                    |
| OpenStreetMap             | OpenStreetMap | Différents logiciels utilisent cette base | Format vectoriel, constitué de balises, permettant de définir des objets en volume. | Cartographie, Navigation, simulateurs de vol (notamment Flight Gear, Microsoft Flight Simulator et X-Plane) |
| POV-Ray search collection | POV-Ray       |                                           |                                                                                     | |
| Virtual Earth-3DVIA       | Microsoft     | TrueSpace (en)                            | 3D XAML                                                                             | Microsoft XNA, 3D wpf, plug-in Virtual Earth 3D                                                             |

## Hébergement de code source
Les forges logicielles sont destinées à héberger des fichiers de code source d'application.
Il existe d'importants silos, tels que Codeberg (d), Gitea, Github, Gitlab, Source.Hut ou le plus ancien SourceForge.net. L'auto-hébergement est relativement aisé avec des forges telles que Gitea, Gitlab ou Forgejo, et différents projets de logiciels libres et instances associatives utilisent ces logiciels.

## Hébergement de fichiers en un clic
Un site d'hébergement de fichiers en un clic (one-click hoster en anglais) permet à un internaute de mettre en ligne n'importe quel type de fichier. Le fichier est alors disponible pour n'importe quel internaute.
Ce type de site propose généralement une version gratuite limitée à l'envoi de fichiers d'une certaine taille. La limitation peut également être au niveau du nombre de téléchargements simultanés, au niveau du nombre de téléchargements journaliers... Il est généralement nécessaire de taper un code présent sous la forme de captcha afin de lancer le téléchargement. Il faut aussi très souvent attendre quelques secondes voire quelques minutes avant que le téléchargement ne commence. Toutes ces limitations peuvent être contournées à l’aide de débrideurs.
La version payante permet généralement de télécharger davantage de fichiers simultanément, d'enlever la limite de poids du fichier, d'éviter d'avoir à taper le captcha, d'éviter d'avoir à attendre ou d'éviter la limite de téléchargement journalière.
Durant les années 2020, le service le plus usité en ce sens est certainement WeTransfer.
Il existe aussi trois sociétés françaises proposant ce type de services :
- FileVert (depuis 2020)[14].
- Smash (depuis 2017)[15].
- TransferNow (depuis 2013)[16].

## Hébergement privé de fichiers
L'hébergement privé de fichiers permet de ne pas rendre le fichier hébergé accessible à tous les internautes. Ce type d'hébergement est essentiellement destiné à faire du partage de fichier entre connaissances ou dans un cadre professionnel. Il nécessite le plus souvent un mot de passe dédié.

## Infraction au droit d'auteur
Ces sites sont aussi utilisés pour distribuer et partager des fichiers sans l’accord de leur auteur. Les avis à ce sujet divergent : le comité international du Congrès des États-Unis a déclaré que le site suisse allemand RapidShare est utilisé pour partager des films, des musiques et d’autres contenus illégaux sans l’accord de leur auteur. En 2009-2010, Atari Europe S.A.S.U. a poursuivi RapidShare en justice, mais la cour régionale a conclu que RapidShare était utilisé pour des usages légaux.
Megaupload, lui a fermé le 19 janvier 2012 pour infraction au droit d'auteur.

## Sites d'hébergement de fichiers
- Google Drive
- Microsoft OneDrive
- Box
- CatUpload
- Dropbox
- Infinit
- MediaFire
- Megaupload (fermé en 2012)
- Mega
- RapidShare
- Ubuntu One (fermé en 2014)
- Free
- HubiC (fermé en 2022)
- Seafile
- SpiderOak
- kDrive

## Sites de transfert de fichiers
- Smash
- Swiss Transfer
- TransferNow
- WeTransfer
- FileVert